# صنایع مارین
صنایع محدود مارین (به انگلیسی: Marine Industries Limited) یا (MIL) یک شرکت کشتی سازی و قطار سازی بود که در سال ۱۹۳۷ میلادی در شهر سورل-تریسی، ایالت کبک شکل گرفت. کارگاه کشتی سازی این شرکت در رودخانه ریشلیو، در فاصله یک کیلومتری از رودخانه سنت لارنس قرار داشت. به خاطر رونق پس از جنگ جهانی دوم، تا ۱۰ هزار نفر در این شرکت مشغول به کار شده بودند.
این شرکت در سالهای اولیهٔ پس از تشکیل، قراردادهای بسیاری را برای ساخت کشتی‌های مورد استفاده در دریاچه‌های بزرگ و سواحل آتلانتیک کانادا بست. این شرکت، ساخت واگن‌های قطار را از سال ۱۹۵۷ آغاز کرد و تولید آن بیشتر به اسکلت واگن، واگن‌های سرباز بر و محفظه‌های سرپوشیده برای بازارهای داخلی و صادراتی اختصاص داشت.
در سال ۱۹۸۶، دولت فدرال از ایالت کبک درخواست کرد تا کارگاه‌های کشتی سازی خود را به دولت گزارش دهد، همین امر باعث به هم پیوستن شرکت صنایع مارین با شرکت کشتی سازی داوی که در شهر لوزان قرار داشت، شد.
کارگاه کشتی سازی در شهر سورل-تریسی M.I.L. Tracy، و کارگاه کشتی سازی در شهر لوزان، M.I.L. Lauzon نامیده می‌شد.
اندکی پس از به هم پیوستن، شرکت تازه شکل گرفتهٔ (م.آی. ال کشتی سازی داوی)، کارگاه کشتی سازی سورل را به همراه کارگاه کشتی سازی ورساتیل ویکرز در مونترال بست و باعث بیکاری ۱۷۰۰ نفر شد.
کشتی اچ‌ام‌سی‌اس نیپیگون (دی‌دی‌اچ ۲۶۶) ساخت این شرکت بوده‌است.